# Carlos Diegues
Carlos José Fontes Diegues, conosciuto anche come Cacá Diegues (Maceió, 19 maggio 1940 – Rio de Janeiro, 14 febbraio 2025), è stato un regista, sceneggiatore e produttore cinematografico brasiliano.

## Biografia
Fortemente influenzato sia dal neorealismo italiano sia dalla Nouvelle Vague, diresse all'inizio della sua carriera alcuni cortometraggi per poi realizzare una quindicina di film, dove recitarono, tra i tanti, Zaira Zambelli (sua cugina), Sônia Braga, Fábio Jr., Betty Faria, Grande Otelo, Mario Lago, José Wilker, Zezé Motta. Nel 1973 volle Jeanne Moreau come protagonista per la pellicola Joanna la francese. Nel 1987 diresse Um Trem para as Estrelas, che mancò la nomination all'Oscar per il miglior film straniero. Diegues fu inoltre regista di documentari e di videoclip. Dal 2018 fece parte dell'Accademia brasiliana delle lettere. 
Diegues è morto nel 2025, per complicazioni post-operatorie. Aveva appena finito di dirigere il film Deus Ainda É Brasileiro , sequel di Deus É Brasileiro.

## Vita privata
Per alcuni anni fu sposato con Nara Leão: dal matrimonio, terminato nel 1977 col divorzio, nacquero una figlia, Isabel, e un figlio, Francisco. Con la seconda moglie mise al mondo la figlia Flora, attrice e sceneggiatrice, premortagli nel 2019.

## Filmografia

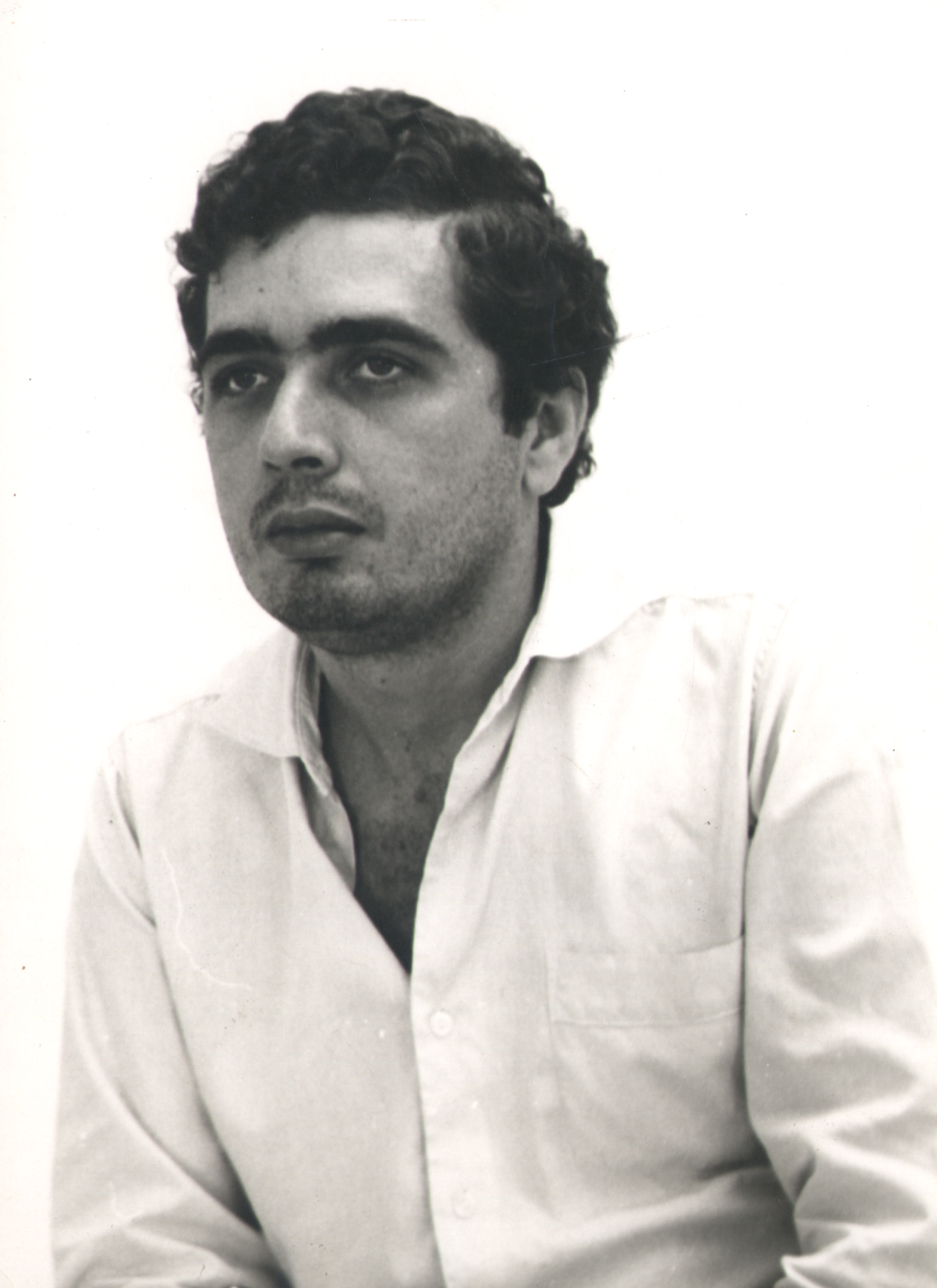
Carlos Diegues nel 1972

### Regista
- Fuga (1960)
- Domingo (1961)
- Cinco vezes Favela
- Ganga Zumba (1963)
- A Grande Cidade ou As Aventuras e Desventuras de Luzia e Seus 3 Amigos Chegados de Longe (1966)
- Os Herdeiros (1970)
- Joanna la francese (1973)
- Xica da Silva (1976)
- Chuvas de Verão (1978)
- Bye Bye Brasil  (1980)
- Quilombo (1984)
- Um Trem para as Estrelas (1987)
- Tieta do Brasil (Tieta do Agreste, 1996)
- Deus É Brasileiro (2003)
- O Grande Circo Mistico (2018)
- Deus É Ainda Brasileiro (2025)

### Sceneggiatore
- Os Herdeiros, regia di Carlos Diegues (1970)
- Getúlio, regia di João Jardim (2014)